# Anke Huber
Anke Huber (* 4. Dezember 1974 in Bruchsal) ist eine ehemalige deutsche Tennisspielerin.

## Karriere
Ihren ersten bedeutenden Titel erreichte sie im Alter von 11 Jahren. 1986 wurde sie deutsche Jugendmeisterin, den Titel konnte sie in den beiden folgenden Jahren verteidigen. 1989 gewann sie mit Maja Zivec-Skulj und Katharina Düll den Junioren-Fed-Cup. Sie siegten im Finale gegen die Tschechoslowakei mit 2:1, bei denen Klara Matouskova, Karina Habšudová und Petra Kučová spielten. Ihr Profidebüt gab Huber 1989 in Bayonne (7:5, 4:6, 6:2 gegen Sabrina Goleš). Im August 1990 gewann die von Boris Breskvar als Trainer betreute, damals 15-jährige Huber in Schenectady (US-Bundesstaat New York) ihr erstes WTA-Turnier. Für großes Medienaufsehen sorgte bei den US Open 1990 Hubers Erstrundenduell mit Jennifer Capriati (damals 14 Jahre alt). Das Duell der Jugendlichen wurde in den Vereinigten Staaten zur Hauptsendezeit angesetzt, Capriati gewann 7:5, 7:5. Während ihrer aktiven Zeit stand sie zumeist im Schatten ihrer erfolgreicheren Konkurrentin Steffi Graf.
Gemeinsam mit Graf, Barbara Rittner und Sabine Hack gewann sie 1992 den Federation Cup. Im Finale gegen Spanien besiegte sie die damalige Top-Ten-Spielerin Conchita Martínez und legte somit den Grundstein zum Erfolg des Teams.
Herausragend in ihrer Laufbahn war das legendäre Match gegen Steffi Graf im Masters-Finale 1995, in dem sie ihrer Gegnerin in fünf Sätzen unterlag. Viele Beobachter bezeichneten das Match als das beste ihrer Profi-Karriere. Im selben Jahr gewann sie an der Seite von Boris Becker gegen die ukrainische Paarung Natalija Medwedjewa und Andrij Medwedjew für Deutschland den Hopman Cup.
Ein weiterer Höhepunkt war das Erreichen von Platz vier in der WTA-Weltrangliste im Oktober 1996. Bei den Australian Open 1996 erreichte sie ihr einziges Grand-Slam-Finale, das sie jedoch gegen die Weltranglistenerste Monica Seles verlor.
Nach mehreren Verletzungen trat Huber am 21. Oktober 2001 zurück. Ihr letztes Match bestritt sie am 31. Oktober 2001 bei den WTA Championships in München, als sie im Achtelfinale Justine Henin aus Belgien mit 1:6, 2:6 unterlag. Ihre Gesamtbilanz bei 243 Turnierstarts: sie spielte 632 Matches, von denen sie 418 gewinnen konnte. Ihr Karriere-Preisgeld beläuft sich auf 4.768.292 US-Dollar.

## Privates
Im Frühjahr 2005 brachte Huber ihr erstes Kind zur Welt. Vater des Jungen ist ihr langjähriger Lebensgefährte Roger Wittmann, ein Unternehmer und Sportmanager. Am 2. Oktober 2006 wurde sie zum zweiten Mal Mutter. Anke Huber lebt mit ihrer Familie in Frankenthal (Pfalz).
Von 1994 bis 2000 war Anke Huber als Werbegesicht des Süßwaren-Herstellers Ferrero für die Milch-Schnitte in mehreren Werbespots zu sehen. Sie ist Präsidentin des Eagles Charity Club, der es sich zum Ziel gesetzt hat, Menschen in Not zu unterstützen.

## Turniersiege

### Einzel
| Nr. | Datum             | Turnier          | Kategorie    | Belag             | Finalgegnerin       | Ergebnis       |
| --- | ----------------- | ---------------- | ------------ | ----------------- | ------------------- | -------------- |
| 1.  | 25. August 1990   | Schenectady      | WTA Tier V   | Hartplatz         | Marianne Werdel     | 6:1, 5:7, 6:4  |
| 2.  | 20. Oktober 1991  | Filderstadt      | WTA Tier II  | Teppich (Halle)   | Martina Navratilova | 2:6, 6:2, 7:64 |
| 3.  | 18. Juli 1993     | Kitzbühel        | WTA Tier III | Sand              | Judith Wiesner      | 6:4, 6:1       |
| 4.  | 31. Juli 1994     | Maria Lankowitz  | WTA Tier IV  | Sand              | Judith Wiesner      | 6:3, 6:3       |
| 5.  | 16. Oktober 1994  | Filderstadt      | WTA Tier II  | Hartplatz (Halle) | Mary Pierce         | 6:4, 6:2       |
| 6.  | 13. November 1994 | Philadelphia     | WTA Tier I   | Teppich (Halle)   | Mary Pierce         | 6:0, 6:7, 7:5  |
| 7.  | 1. Oktober 1995   | Leipzig          | WTA Tier II  | Teppich (Halle)   | Magdalena Maleewa   | kampflos       |
| 8.  | 22. Juni 1996     | ’s-Hertogenbosch | WTA Tier III | Rasen             | Helena Suková       | 6:4, 7:62      |
| 9.  | 6. Oktober 1996   | Leipzig          | WTA Tier II  | Teppich (Halle)   | Iva Majoli          | 5:7, 6:3, 6:1  |
| 10. | 27. Oktober 1996  | Luxemburg        | WTA Tier III | Teppich (Halle)   | Karina Habšudová    | 6:3, 6:0       |
| 11. | 16. April 2000    | Oeiras           | WTA Tier IV  | Sand              | Nathalie Dechy      | 6:2, 1:6, 7:5  |
| 12. | 23. Juli 2000     | Sopot            | WTA Tier III | Sand              | Gala León García    | 7:64, 6:3      |

Darüber hinaus stand sie in 11 weiteren Endspielen.

### Doppel
| Nr. | Datum       | Turnier | Kategorie   | Belag | Partnerin   | Finalgegnerinnen             | Ergebnis       |
| --- | ----------- | ------- | ----------- | ----- | ----------- | ---------------------------- | -------------- |
| 1.  | 4. Mai 1997 | Hamburg | WTA Tier II | Sand  | Mary Pierce | Ruxandra Dragomir Iva Majoli | 2:6, 7:61, 6:2 |

## Abschneiden bei Grand-Slam-Turnieren

### Einzel
| Turnier         | 1990 | 1991 | 1992 | 1993 | 1994 | 1995 | 1996 | 1997 | 1998 | 1999 | 2000 | 2001 | Karriere |
| --------------- | ---- | ---- | ---- | ---- | ---- | ---- | ---- | ---- | ---- | ---- | ---- | ---- | -------- |
| Australian Open | 3    | VF   | VF   | AF   | 3    | AF   | F    | AF   | HF   | 2    | 1    | —    | F        |
| French Open     | —    | 3    | 2    | HF   | AF   | AF   | AF   | 1    | —    | —    | AF   | 2    | HF       |
| Wimbledon       | 2    | AF   | 3    | AF   | 2    | AF   | 3    | 3    | —    | 1    | AF   | AF   | AF       |
| US Open         | 1    | 2    | 1    | 3    | 2    | AF   | 1    | 3    | 1    | VF   | VF   | 3    | VF       |

Zeichenerklärung: S = Turniersieg; F, HF, VF, AF = Einzug ins Finale / Halbfinale / Viertelfinale / Achtelfinale; 1, 2, 3 = Ausscheiden in der 1. / 2. / 3. Hauptrunde; Q1, Q2, Q3 = Ausscheiden in der 1. / 2. / 3. Runde der Qualifikation; n. a. = nicht ausgetragen

### Doppel
| Turnier         | 1991 | 1992 | 1993 | 1994 | 1995 | 1996 | 1997 | 1998 | 1999 | 2000 | 2001 | Karriere |
| --------------- | ---- | ---- | ---- | ---- | ---- | ---- | ---- | ---- | ---- | ---- | ---- | -------- |
| Australian Open | 1    | 1    | 1    | 1    | 1    | AF   | AF   | AF   | 1    | 1    | —    | AF       |
| French Open     | AF   | HF   | 1    | 2    | —    | —    | 2    | —    | —    | VF   | VF   | HF       |
| Wimbledon       | 1    | AF   | 2    | 2    | —    | —    | 2    | —    | —    | AF   | 1    | AF       |
| US Open         | 1    | 1    | 1    | —    | 2    | 1    | AF   | 1    | 2    | VF   | 2    | VF       |

### Mixed
| Turnier         | 1991 | 1992 | 1993 | 1994 | 1995 | 1996 | 1997 | 1998 | 1999 | 2000 | 2001 | Karriere |
| --------------- | ---- | ---- | ---- | ---- | ---- | ---- | ---- | ---- | ---- | ---- | ---- | -------- |
| Australian Open | —    | —    | —    | 1    | —    | —    | —    | —    | —    | —    | —    | 1R       |
| French Open     | —    | —    | —    | —    | —    | —    | —    | —    | —    | —    | —    | —        |
| Wimbledon       | AF   | —    | —    | 2    | —    | —    | —    | —    | —    | HF   | 1    | HF       |
| US Open         | —    | —    | —    | —    | —    | —    | 1    | 1    | —    | —    | —    | 1R       |